# Logan Eggleston
Logan Ashley Eggleston (13 novembre 2000) è una pallavolista statunitense, schiacciatrice della LOVB Austin.

## Carriera

### Club
La carriera di Logan Eggleston inizia nei tornei scolastici del Tennessee, giocando con la Brentwood HS; nello stesso periodo è impegnata anche a livello giovanile con dell'Alliance. Dopo il diploma entra a far parte della formazione universitaria della Texas, in NCAA Division I: fa parte delle Longhorns dal 2018 al 2022 e, dopo una finale persa, chiude la sua carriera universitaria con la vittoria del titolo nazionale, collezionando per tutto il quinquennio numerosi riconoscimenti individuali, tra i quali spicca quello di MVP del torneo NCAA 2022 e quello di National Player of the Year, ricevuto nello stesso anno.
Nel dicembre 2022 firma il suo primo contratto professionistico in Turchia, approdando in Sultanlar Ligi con il Galatasaray per la seconda parte dell'annata 2022-23 e per l'annata seguente, in cui si aggiudica la BVA Cup, venendo premiata come MVP. Torna poi in patria per prendere parte alla prima edizione della League One Volleyball con la LOVB Austin, venendo premiata come miglior schiacciatrice della LOVB Classic e aggiudicandosi il titolo nazionale.

### Nazionale
Fa parte delle selezioni giovanili statunitensi, conquistando l'argento al campionato nordamericano 2016 e partecipando al campionato mondiale 2017 con l'under 18; si aggiudica invece la medaglia d'oro al campionato nordamericano 2018, dove viene premiata come MVP e miglior servizio, andando poi a disputare il campionato mondiale 2019 con l'under 20.
Nel 2023 fa il suo debutto nella nazionale statunitense, mettendo al collo la medaglia di bronzo alla Coppa panamericana e l'oro alla NORCECA Final Six. Un anno dopo conquista l'argento alla Coppa panamericana.

## Palmarès

### Club
- NCAA Division I: 1

2022
- LOVB: 1

2025
- BVA Cup: 1

2023

### Nazionale (competizioni minori)
- Campionato nordamericano under 18 2016
- Campionato nordamericano under 20 2018
- Coppa panamericana 2023
- NORCECA Final Six 2023
- Coppa panamericana 2024

### Premi individuali
- 2018 - Campionato nordamericano under 20: MVP
- 2018 - Campionato nordamericano under 20: Miglior servizio
- 2018 - NCAA Division I: Provo Regional All-Tournament Team
- 2019 - All-America Second Team
- 2019 - NCAA Division I: Austin Regional All-Tournament Team
- 2020 - All-America First Team
- 2020 - NCAA Division I: Omaha National All-Tournament Team
- 2021 - All-America First Team
- 2021 - NCAA Division I: Austin Regional All-Tournament Team
- 2022 - National Player of the Year
- 2022 - All-America First Team
- 2022 - NCAA Division I: Austin Regional MVP
- 2022 - NCAA Division I: Omaha National MVP
- 2023 - BVA Cup: MVP
- 2025 - LOVB Classic: Miglior schiacciatrice